# 2,3-뷰테인다이올
2,3-뷰테인다이올(영어: 2,3-butanediol)은 화학식이 (CH3CHOH)2인 유기 화합물이다. 2,3-뷰테인다이올은 글리콜로 분류된다. 2,3-뷰테인다이올은 3가지 입체 이성질체, 카이랄 쌍 및 메소 이성질체로 존재한다. 2,3-뷰테인다이올은 무색의 액체이다. 2,3-뷰테인다이올은 다양한 플라스틱 및 살충제에 대한 전구물질로 사용된다.

## 이성질체
3가지 입체 이성질체들 중 2가지는 거울상 이성질체(레보-2,3-뷰테인다이올 및 텍스트로-2,3,-뷰테인다이올)이고, 나머지 1가지는 메소 화합물이다. 거울상 이성질체쌍은 2번 탄소 및 3번 탄소에서 (2R, 3R) 및 (2S, 3S) 입체 배치를 갖는 반면, 메소 화합물은 (2R, 3S) 입체 배치 또는 동등하게 (2S, 3R) 입체 배치를 갖는다.

## 산업적 생산 및 용도
2,3-뷰테인다이올은 2,3-에폭시뷰테인의 가수분해에 의해 제조된다.
(CH3CH)2O  +  H2O   →   CH3(CHOH)2CH3
이성질체 분포는 에폭사이드의 입체화학에 달려있다.
메소 이성질체는 나프탈렌-1,5-다이아이소사이아네이트와 조합하기 위해 사용된다. 생성된 폴리우레탄을 "불콜란(Vulkollan)"이라 한다.

## 생물학적 생산
2,3-뷰테인다이올의 (2R,3R)-입체이성질체는 뷰테인다이올 발효로 알려진 과정에서 다양한 미생물에 의해 생성된다. 2,3-뷰테인다이올은 코코아 버터, 운향(Ruta graveolens)의 뿌리, 옥수수 및 썩은 담치류에서 자연적으로 발견된다. 2,3-뷰테인다이올은 기체 크로마토그래피에서 카보닐 화합물의 분해능에 사용된다.
제2차 세계 대전 동안, 주요 유형의 합성 고무에 사용되는 폴리뷰타다이엔의 단량체인 1,3-뷰타다이엔을 생산하기 위해 발효에 의해 2,3-뷰테인다이올을 생산하는 연구가 수행되었다. 2,3-뷰테인다이올은 사탕수수 당밀의 발효에서 얻을 수 있다.
탄수화물로부터 2,3-뷰테인다이올의 발효 생산은 생산을 최대화하기 위해 조작될 수 있는 생화학 반응들의 네트워크를 포함한다.

## 반응
2,3-뷰테인다이올은 탈수되어 뷰탄온(메틸 에틸 케톤)을 형성한다.
(CH3CHOH)2   →   CH3C(O)CH2CH3 +  H2O
2,3-뷰테인다이올은 또한 디옥시탈수화 과정을 거쳐 뷰텐을 형성할 수 있다.
(CH3CHOH)2  + 2 H2 →  C4H8 + 2 H2O

## 같이 보기
- 2,3-에폭시뷰테인